# East Brooklyn
East Brooklyn es una villa ubicada en el condado de Grundy en el estado estadounidense de Illinois. En el Censo de 2010 tenía una población de 106 habitantes y una densidad poblacional de 744,12 personas por km².

## Geografía
East Brooklyn se encuentra ubicada en las coordenadas 41°10′22″N 88°15′56″O / 41.17278, -88.26556. Según la Oficina del Censo de los Estados Unidos, East Brooklyn tiene una superficie total de 0.14 km², de la cual 0.14 km² corresponden a tierra firme y (1.82%) 0 km² es agua.

## Demografía
Según el censo de 2010, había 106 personas residiendo en East Brooklyn. La densidad de población era de 744,12 hab./km². De los 106 habitantes, East Brooklyn estaba compuesto por el 100% blancos, el 0% eran afroamericanos, el 0% eran amerindios, el 0% eran asiáticos, el 0% eran isleños del Pacífico, el 0% eran de otras razas y el 0% pertenecían a dos o más razas. Del total de la población el 3.77% eran hispanos o latinos de cualquier raza.